# 24 Ore di Le Mans 2002

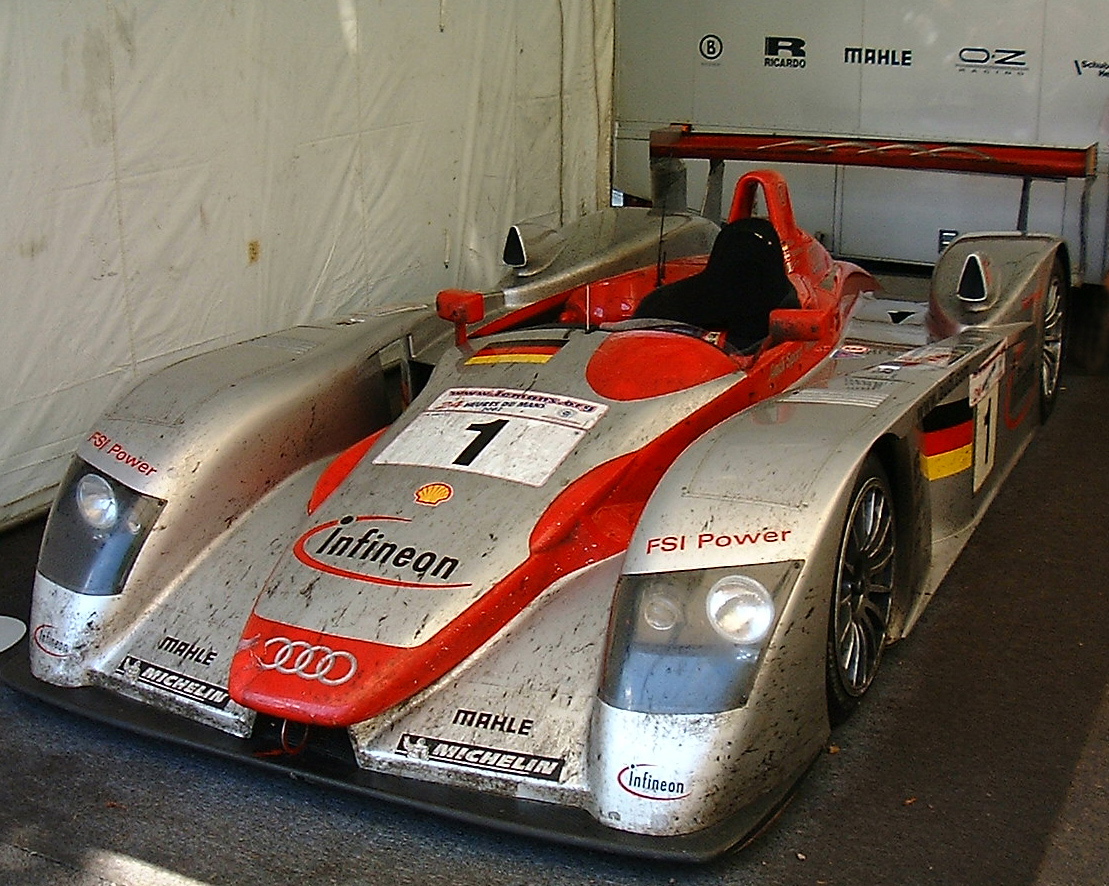
L'Audi R8 #1 vincitrice della corsa

La 24 Ore di Le Mans 2002 è stata la 70ª maratona automobilistica svoltasi sul Circuit de la Sarthe di Le Mans, in Francia, il 15 e il 16 giugno 2002. Hanno gareggiato assieme 5 classi di automobili da competizione, ognuna delle quali ha avuto il suo vincitore. Le vetture più veloci, appartenenti alle classi LM-P900, LM-GTP e LM-P675, erano sportprototipi di categoria Le Mans Prototype appositamente progettati e costruiti per le gare, mentre le più lente classi GTS e GT comprendevano vetture derivate da automobili GT stradali.

## Contesto
In seguito a lavori di rifacimento del Circuito Bugatti, anche alcune porzioni del Circuit de la Sarthe hanno subito cambiamenti, il rettilineo in discesa successivo al Ponte Dunlop viene sostituito da un nuovo tratto di curve veloci denominato Esse de la Chapelle, modifica resa necessaria per consentire un raccordo migliore con il Circuito Bugatti; inoltre il dosso di Mulsanne sul rettilineo dell'Hunaudières viene abbassato di alcuni metri su espressa richiesta della FIA.
Per quanto riguarda i partecipanti a questa edizione, nella classe regina l'Audi è il costruttore con più forze in campo, schierando tre Audi R8 ufficiali: due vetture iscritte dal team Joest e una dall'Audi Sport North America; un quarto esemplare gestito in modo semiufficiale è schierato dall'Audi Sport Japan Team Goh. Le principali avversarie sono: la Bentley EXP Speed 8, le Dallara LMP1 motorizzate Judd del team Oreca, le Panoz Spyder, le Cadillac LMP1, le Courage e le Dome-Judd.

## Gara
La corsa viene vinta per la terza volta consecutiva dallo stesso equipaggio: Frank Biela, Tom Kristensen ed Emanuele Pirro piloti dell'Audi Sport Team Joest. Si tratta della prima volta nella storia della corsa che lo stesso terzetto di piloti vince per tre anni di seguito con la stessa vettura. L'Audi, vincendo la corsa per la terza volta, ottiene il diritto di conservare definitivamente il trofeo che spetta ai vincitori. A livello statistico raggiunge altri grandi costruttori come Bentley, Alfa Romeo, Jaguar, Ferrari, Ford, Matra e Porsche riusciti anch'essi nell'impresa di vincere tre volte consecutive a Le Mans. 
Per le Audi gli unici problemi di rilievo sono state le frequenti forature, causate da detriti sulla pista, la vettura più penalizzata è stata quella di Rinaldo Capello.
Al quarto posto è giunta la Bentley, unica vettura di classe LM-GTP. La vittoria nella categoria LM-P675 è stata più combattuta, inizialmente sono andate al comando le MG, ma poi a causa di problemi meccanici si sono dovute ritirare e la Reynard-Volkswagen #29 è riuscita a superare a 5 minuti dal termine la WR-Peugeot, rallentata da una foratura. In classe GTS, vittoria della Chevrolet Corvette C5-R #63, in classe GT vince la Porsche 996 GT3-RS #81.

## Classifica finale
I vincitori di Classe sono marcati in grassetto. Le vetture che hanno terminato la gara ma non hanno coperto il 75% della distanza del vincitore sono considerate non classificate (NC).
| Posizione | Classe | N° | Squadra                                         | Piloti                                                         | Vettura                          | Pneumatici | Giri |
| Posizione | Classe | N° | Squadra                                         | Piloti                                                         | Motore                           | Pneumatici | Giri |
| --------- | ------ | -- | ----------------------------------------------- | -------------------------------------------------------------- | -------------------------------- | ---------- | ---- |
| 1         | LMP900 | 1  | Audi Sport Team Joest                           | Frank Biela Tom Kristensen Emanuele Pirro                      | Audi R8                          | M          | 375  |
| 1         | LMP900 | 1  | Audi Sport Team Joest                           | Frank Biela Tom Kristensen Emanuele Pirro                      | Audi 3.6L Turbo V8               | M          | 375  |
| 2         | LMP900 | 2  | Audi Sport North America                        | Johnny Herbert Christian Pescatori Rinaldo Capello             | Audi R8                          | M          | 374  |
| 2         | LMP900 | 2  | Audi Sport North America                        | Johnny Herbert Christian Pescatori Rinaldo Capello             | Audi 3.6L Turbo V8               | M          | 374  |
| 3         | LMP900 | 3  | Audi Sport Team Joest                           | Marco Werner Michael Krumm Philipp Peter                       | Audi R8                          | M          | 372  |
| 3         | LMP900 | 3  | Audi Sport Team Joest                           | Marco Werner Michael Krumm Philipp Peter                       | Audi 3.6L Turbo V8               | M          | 372  |
| 4         | LMGTP  | 8  | Team Bentley                                    | Andy Wallace Eric van de Poele Butch Leitzinger                | Bentley EXP Speed 8              | D          | 362  |
| 4         | LMGTP  | 8  | Team Bentley                                    | Andy Wallace Eric van de Poele Butch Leitzinger                | Bentley 4.0L Turbo V8            | D          | 362  |
| 5         | LMP900 | 15 | PlayStation Team Oreca                          | Olivier Beretta Érik Comas Pedro Lamy                          | Dallara SP1                      | M          | 359  |
| 5         | LMP900 | 15 | PlayStation Team Oreca                          | Olivier Beretta Érik Comas Pedro Lamy                          | Judd GV4 4.0L V10                | M          | 359  |
| 6         | LMP900 | 14 | PlayStation Team Oreca                          | Stéphane Sarrazin Franck Montagny Nicolas Minassian            | Dallara SP1                      | M          | 359  |
| 6         | LMP900 | 14 | PlayStation Team Oreca                          | Stéphane Sarrazin Franck Montagny Nicolas Minassian            | Judd GV4 4.0L V10                | M          | 359  |
| 7         | LMP900 | 5  | Audi Sport Japan Team Goh                       | Hiroki Katoh Yannick Dalmas Seiji Ara                          | Audi R8                          | M          | 358  |
| 7         | LMP900 | 5  | Audi Sport Japan Team Goh                       | Hiroki Katoh Yannick Dalmas Seiji Ara                          | Audi 3.6L Turbo V8               | M          | 358  |
| 8         | LMP900 | 16 | Racing for Holland B.V.                         | Jan Lammers Tom Coronel Val Hillebrand                         | Dome S101                        | M          | 351  |
| 8         | LMP900 | 16 | Racing for Holland B.V.                         | Jan Lammers Tom Coronel Val Hillebrand                         | Judd GV4 4.0L V10                | M          | 351  |
| 9         | LMP900 | 6  | Team Cadillac                                   | Wayne Taylor Max Angelelli Christophe Tinseau                  | Cadillac Northstar LMP02         | M          | 345  |
| 9         | LMP900 | 6  | Team Cadillac                                   | Wayne Taylor Max Angelelli Christophe Tinseau                  | Cadillac Northstar 4.0L Turbo V8 | M          | 345  |
| 10        | LMP900 | 17 | Pescarolo Sport                                 | Sébastien Bourdais Jean-Christophe Boullion Franck Lagorce     | Courage C60                      | M          | 343  |
| 10        | LMP900 | 17 | Pescarolo Sport                                 | Sébastien Bourdais Jean-Christophe Boullion Franck Lagorce     | Peugeot A32 3.2L Turbo V6        | M          | 343  |
| 11        | GTS    | 63 | Corvette Racing                                 | Ron Fellows Johnny O'Connell Oliver Gavin                      | Chevrolet Corvette C5-R          | G          | 335  |
| 11        | GTS    | 63 | Corvette Racing                                 | Ron Fellows Johnny O'Connell Oliver Gavin                      | Chevrolet LS7R 7.0L V8           | G          | 335  |
| 12        | LMP900 | 7  | Team Cadillac                                   | Éric Bernard Emmanuel Collard JJ Lehto                         | Cadillac Northstar LMP02         | M          | 334  |
| 12        | LMP900 | 7  | Team Cadillac                                   | Éric Bernard Emmanuel Collard JJ Lehto                         | Cadillac Northstar 4.0L Turbo V8 | M          | 334  |
| 13        | GTS    | 64 | Corvette Racing                                 | Andy Pilgrim Kelly Collins Franck Fréon                        | Chevrolet Corvette C5-R          | G          | 331  |
| 13        | GTS    | 64 | Corvette Racing                                 | Andy Pilgrim Kelly Collins Franck Fréon                        | Chevrolet LS7R 7.0L V8           | G          | 331  |
| 14        | GTS    | 52 | Equipe de France FFSA Oreca                     | Jonathan Cochet Benoît Tréluyer Jean-Philippe Belloc           | Chrysler Viper GTS-R             | M          | 326  |
| 14        | GTS    | 52 | Equipe de France FFSA Oreca                     | Jonathan Cochet Benoît Tréluyer Jean-Philippe Belloc           | Chrysler 8.0L V10                | M          | 326  |
| 15        | LMP900 | 13 | Courage Compétition                             | Didier Cottaz Boris Derichbourg Thed Björk                     | Courage C60                      | M          | 322  |
| 15        | LMP900 | 13 | Courage Compétition                             | Didier Cottaz Boris Derichbourg Thed Björk                     | Judd GV4 4.0L V10                | M          | 322  |
| 16        | GT     | 81 | The Racer's Group                               | Kevin A. Buckler Lucas Luhr Timo Bernhard                      | Porsche 996 GT3-RS               | M          | 322  |
| 16        | GT     | 81 | The Racer's Group                               | Kevin A. Buckler Lucas Luhr Timo Bernhard                      | Porsche 3.6L Flat-6              | M          | 322  |
| 17        | GT     | 80 | Freisinger Motorsport                           | Romain Dumas Sascha Maassen Jörg Bergmeister                   | Porsche 996 GT3-RS               | D          | 321  |
| 17        | GT     | 80 | Freisinger Motorsport                           | Romain Dumas Sascha Maassen Jörg Bergmeister                   | Porsche 3.6L Flat-6              | D          | 321  |
| 18        | GTS    | 50 | Larbre Compétition                              | Christophe Bouchut Patrice Goueslard Vincent Vosse             | Chrysler Viper GTS-R             | M          | 319  |
| 18        | GTS    | 50 | Larbre Compétition                              | Christophe Bouchut Patrice Goueslard Vincent Vosse             | Chrysler 8.0L V10                | M          | 319  |
| 19        | LMP675 | 29 | Noël del Bello Racing ROC Compétition           | Jean-Denis Délétraz Christophe Pillon Walter Lechner Jr.       | Reynard 2KQ-LM                   | M          | 317  |
| 19        | LMP675 | 29 | Noël del Bello Racing ROC Compétition           | Jean-Denis Délétraz Christophe Pillon Walter Lechner Jr.       | Volkswagen HPT16 2.0L I4         | M          | 317  |
| 20        | LMP675 | 25 | Gerard Welter                                   | Jean-René de Fournoux Stéphane Daoudi Jean-Bernard Bouvet      | WR LM2001                        | M          | 317  |
| 20        | LMP675 | 25 | Gerard Welter                                   | Jean-René de Fournoux Stéphane Daoudi Jean-Bernard Bouvet      | Peugeot 2.0L Turbo I4            | M          | 317  |
| 21        | GT     | 77 | Team Taisan Advan                               | Atsushi Yogo Akira Iida Kazuyuki Nishizawa                     | Porsche 911 GT3-RS               | Y          | 316  |
| 21        | GT     | 77 | Team Taisan Advan                               | Atsushi Yogo Akira Iida Kazuyuki Nishizawa                     | Porsche 3.6L Flat-6              | Y          | 316  |
| 22        | GT     | 82 | Seikel Motorsport                               | Gabrio Rosa Luca Drudi Luca Riccitelli                         | Porsche 911 GT3-RS               | Y          | 315  |
| 22        | GT     | 82 | Seikel Motorsport                               | Gabrio Rosa Luca Drudi Luca Riccitelli                         | Porsche 3.6L Flat-6              | Y          | 315  |
| 23        | GTS    | 68 | Ray Mallock Ltd. (RML)                          | Pedro Chaves Miguel Ramos Gavin Pickering                      | Saleen S7-R                      | D          | 312  |
| 23        | GTS    | 68 | Ray Mallock Ltd. (RML)                          | Pedro Chaves Miguel Ramos Gavin Pickering                      | Ford 7.0L V8                     | D          | 312  |
| 24        | GT     | 72 | Luc Alphand Aventures                           | Luc Alphand Christian Lavieille Olivier Thévenin               | Porsche 911 GT3-RS               | D          | 299  |
| 24        | GT     | 72 | Luc Alphand Aventures                           | Luc Alphand Christian Lavieille Olivier Thévenin               | Porsche 3.6L Flat-6              | D          | 299  |
| 25        | GTS    | 51 | Larbre Compétition                              | Jean-Luc Chereau Carl Rosenblad Jean-Claude Lagniez            | Chrysler Viper GTS-R             | M          | 278  |
| 25        | GTS    | 51 | Larbre Compétition                              | Jean-Luc Chereau Carl Rosenblad Jean-Claude Lagniez            | Chrysler 8.0L V10                | M          | 278  |
| 26        | GTS    | 66 | Konrad Motorsport                               | Terry Borcheller Toni Seiler Franz Konrad                      | Saleen S7-R                      | P          | 266  |
| 26        | GTS    | 66 | Konrad Motorsport                               | Terry Borcheller Toni Seiler Franz Konrad                      | Ford 7.0L V8                     | P          | 266  |
| 27 NC     | LMP900 | 10 | DAMS Bob Berridge Racing (Vaillante Camera Car) | Philippe Gache Emanuele Clerico Michel Neugarten               | Lola B98/10                      | M          | 150  |
| 27 NC     | LMP900 | 10 | DAMS Bob Berridge Racing (Vaillante Camera Car) | Philippe Gache Emanuele Clerico Michel Neugarten               | Judd GV4 4.0L V10                | M          | 150  |
| 28 ABD    | LMP900 | 19 | MBD Sportscar Team                              | Didier de Radiguès Milka Duno John Graham                      | Panoz LMP07                      | A          | 259  |
| 28 ABD    | LMP900 | 19 | MBD Sportscar Team                              | Didier de Radiguès Milka Duno John Graham                      | Mugen MF408S 4.0L V8             | A          | 259  |
| 29 ABD    | LMP900 | 12 | Panoz Motor Sports                              | Bill Auberlen David Donohue Gunnar Jeannette                   | Panoz LMP01 Evo                  | M          | 230  |
| 29 ABD    | LMP900 | 12 | Panoz Motor Sports                              | Bill Auberlen David Donohue Gunnar Jeannette                   | Élan 6L8 6.0L V8                 | M          | 230  |
| 30 ABD    | LMP675 | 27 | MG Sport & Racing Ltd.                          | Mark Blundell Julian Bailey Kevin McGarrity                    | MG-Lola EX257                    | M          | 219  |
| 30 ABD    | LMP675 | 27 | MG Sport & Racing Ltd.                          | Mark Blundell Julian Bailey Kevin McGarrity                    | MG (AER) XP20 2.0L Turbo I4      | M          | 219  |
| 31 ABD    | LMP900 | 4  | Riley & Scott Racing                            | Marc Goossens Jim Matthews Didier Theys                        | Riley & Scott Mk III C           | G          | 189  |
| 31 ABD    | LMP900 | 4  | Riley & Scott Racing                            | Marc Goossens Jim Matthews Didier Theys                        | Élan 6L8 6.0L V8                 | G          | 189  |
| 32 ABD    | LMP900 | 9  | Kondo Racing                                    | Masahiko Kondo Ian McKellar Jr. François Migault               | Dome S101                        | M          | 182  |
| 32 ABD    | LMP900 | 9  | Kondo Racing                                    | Masahiko Kondo Ian McKellar Jr. François Migault               | Judd GV4 4.0L V10                | M          | 182  |
| 33 ABD    | GT     | 73 | DeWALT Racesport Salisbury                      | Richard Stanton Steve Hyde Richard Hayes                       | Morgan Aero 8R                   | D          | 181  |
| 33 ABD    | GT     | 73 | DeWALT Racesport Salisbury                      | Richard Stanton Steve Hyde Richard Hayes                       | BMW (Mader) 4.0L V8              | D          | 181  |
| 34 ABD    | GTS    | 58 | Prodrive                                        | Rickard Rydell Alain Menu Tomáš Enge                           | Ferrari 550-GTS Maranello        | M          | 167  |
| 34 ABD    | GTS    | 58 | Prodrive                                        | Rickard Rydell Alain Menu Tomáš Enge                           | Ferrari F131 6.0L V12            | M          | 167  |
| 35 ABD    | GT     | 75 | Orbit Racing                                    | Leo Hindery Jr. Peter Baron Anthony Kester                     | Porsche 911 GT3-RS               | M          | 165  |
| 35 ABD    | GT     | 75 | Orbit Racing                                    | Leo Hindery Jr. Peter Baron Anthony Kester                     | Porsche 3.6L Flat-6              | M          | 165  |
| 36 ABD    | LMP900 | 18 | Pescarolo Sport                                 | Éric Hélary Stéphane Ortelli Ukyo Katayama                     | Courage C60                      | M          | 144  |
| 36 ABD    | LMP900 | 18 | Pescarolo Sport                                 | Éric Hélary Stéphane Ortelli Ukyo Katayama                     | Peugeot A32 3.2L Turbo V6        | M          | 144  |
| 37 ABD    | GT     | 85 | Spyker Automobielen B.V.                        | Peter Kox Norman Simon Hans Hugenholtz                         | Spyker C8 Double-12R             | D          | 142  |
| 37 ABD    | GT     | 85 | Spyker Automobielen B.V.                        | Peter Kox Norman Simon Hans Hugenholtz                         | BMW 3.4L V8                      | D          | 142  |
| 38 ABD    | LMP675 | 26 | MG Sport & Racing Ltd.                          | Anthony Reid Warren Hughes Jonny Kane                          | MG-Lola EX257                    | M          | 129  |
| 38 ABD    | LMP675 | 26 | MG Sport & Racing Ltd.                          | Anthony Reid Warren Hughes Jonny Kane                          | MG (AER) XP20 2.0L Turbo I4      | M          | 129  |
| 39 ABD    | LMP675 | 28 | ROC Auto                                        | Jordi Gené Mark Smithson Peter Owen                            | Reynard 2KQ-LM                   | M          | 126  |
| 39 ABD    | LMP675 | 28 | ROC Auto                                        | Jordi Gené Mark Smithson Peter Owen                            | Volkswagen HPT16 2.0L I4         | M          | 126  |
| 40 ABD    | GT     | 74 | Auto Palace                                     | Guillaume Gomez Ryo Fukuda Laurent Cazenave                    | Ferrari 360 Modena GT            | P          | 119  |
| 40 ABD    | GT     | 74 | Auto Palace                                     | Guillaume Gomez Ryo Fukuda Laurent Cazenave                    | Ferrari F133 3.6L V8             | P          | 119  |
| 41 ABD    | LMP675 | 30 | KnightHawk Racing                               | Steve Knight Mel Hawkins Duncan Dayton                         | MG-Lola EX257                    | A          | 102  |
| 41 ABD    | LMP675 | 30 | KnightHawk Racing                               | Steve Knight Mel Hawkins Duncan Dayton                         | MG (AER) XP20 2.0L Turbo I4      | A          | 102  |
| 42 ABD    | LMP900 | 22 | DAMS (Leader Camera Car)                        | Jérôme Policand Marc Duez Perry McCarthy                       | Panoz LMP-1 Roadster-S           | M          | 98   |
| 42 ABD    | LMP900 | 22 | DAMS (Leader Camera Car)                        | Jérôme Policand Marc Duez Perry McCarthy                       | Élan 6L8 6.0L V8                 | M          | 98   |
| 43 ABD    | GTS    | 53 | Team Carsport Holland Racing Box                | Mike Hezemans Gabriele Matteuzzi Anthony Kumpen Luca Capellari | Chrysler Viper GTS-R             | P          | 93   |
| 43 ABD    | GTS    | 53 | Team Carsport Holland Racing Box                | Mike Hezemans Gabriele Matteuzzi Anthony Kumpen Luca Capellari | Chrysler 8.0L V10                | P          | 93   |
| 44 ABD    | LMP900 | 11 | Panoz Motor Sports                              | David Brabham Jan Magnussen Bryan Herta                        | Panoz LMP01 Evo                  | M          | 90   |
| 44 ABD    | LMP900 | 11 | Panoz Motor Sports                              | David Brabham Jan Magnussen Bryan Herta                        | Élan 6L8 6.0L V8                 | M          | 90   |
| 45 ABD    | GT     | 71 | JMB Racing                                      | Steve Earle Chris MacAllister Gary Schultheis                  | Ferrari 360 Modena GT            | P          | 85   |
| 45 ABD    | GT     | 71 | JMB Racing                                      | Steve Earle Chris MacAllister Gary Schultheis                  | Ferrari F133 3.6L V8             | P          | 85   |
| 46 ABD    | GTS    | 67 | Konrad Motorsport                               | Walter Brun Charles Slater Rodney Mall                         | Saleen S7-R                      | P          | 83   |
| 46 ABD    | GTS    | 67 | Konrad Motorsport                               | Walter Brun Charles Slater Rodney Mall                         | Ford 7.0L V8                     | P          | 83   |
| 47 ABD    | GT     | 78 | PK Sport Ltd.                                   | Robin Liddell David Warnock Piers Masarati                     | Porsche 911 GT3-RS               | P          | 83   |
| 47 ABD    | GT     | 78 | PK Sport Ltd.                                   | Robin Liddell David Warnock Piers Masarati                     | Porsche 3.6L Flat-6              | P          | 83   |
| 48 ABD    | LMP900 | 21 | Team Ascari                                     | Werner Lupberger Ben Collins Timothy J. Bell                   | Ascari KZR-1                     | D          | 17   |
| 48 ABD    | LMP900 | 21 | Team Ascari                                     | Werner Lupberger Ben Collins Timothy J. Bell                   | Judd GV4 4.0L V10                | D          | 17   |
| 49 ABD    | GT     | 70 | JMB Racing                                      | Cort Wagner Sam Hancock Martin Short                           | Ferrari 360 Modena GT            | P          | 16   |
| 49 ABD    | GT     | 70 | JMB Racing                                      | Cort Wagner Sam Hancock Martin Short                           | Ferrari F133 3.6L V8             | P          | 16   |
| 50 ABD    | LMP675 | 24 | Autoexe Motorsport                              | Yojiro Terada John Fergus Jim Downing                          | Autoexe (WR) LMP-02              | A          | 5    |
| 50 ABD    | LMP675 | 24 | Autoexe Motorsport                              | Yojiro Terada John Fergus Jim Downing                          | Mazda R26B 2.6L 4-Rotori         | A          | 5    |

Leggenda:
- ABD=Abbandono - NC=Non classicicata

## Statistiche
- Pole Position - #2 Audi Sport North America - 3:29.905
- Giro più veloce - #1 Audi Sport Team Joest - 3:33.483
- Distanza coperta - 5.118,75 km
- Velocità media - 213.068 km/h
- Velocità massime - Audi R8 - 340 km/h (in gara), Dome Judd S101 Racing for Holland - 340 km/h (in gara)